# 免疫球蛋白G

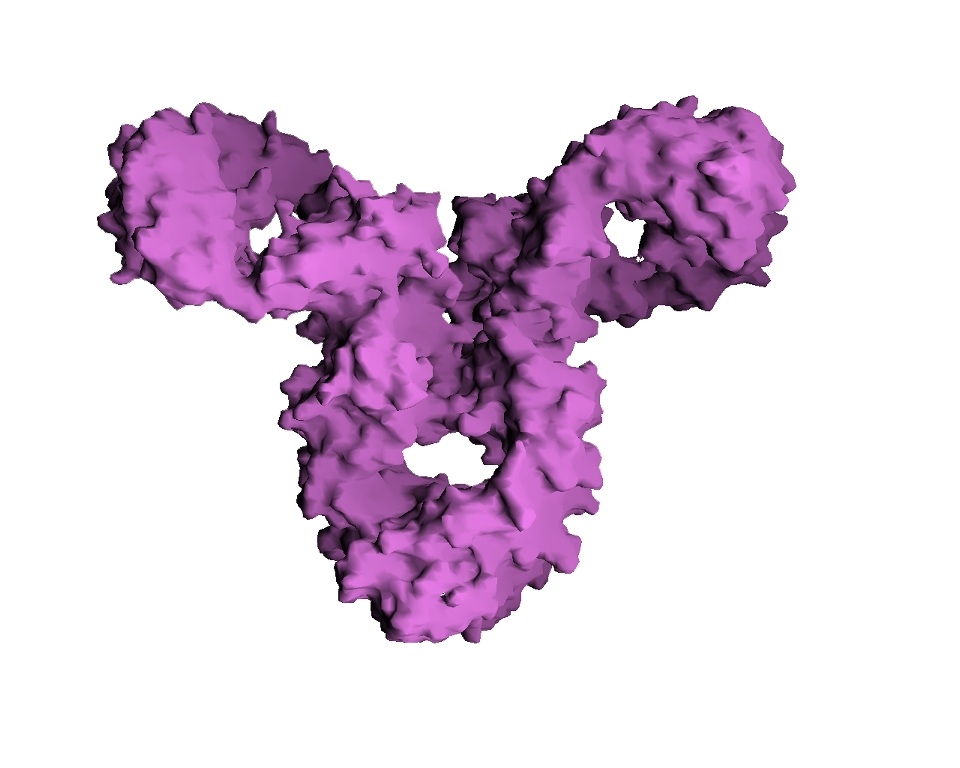
IgG分子的表面

免疫球蛋白G（IgG）是人血清和细胞外液中含量最高的一类免疫球蛋白，约占血清总免疫球蛋白的75%～80%，血清含量9.5～12.5mg/mL，是分子质量最小的一类免疫球蛋白，具有典型的免疫球蛋白单体结构，由脾脏、淋巴结、骨髓和腔上囊（仅禽类）中的浆细胞产生。所有IgG亚类都能通过胎盘，是唯一一种能够通过胎盘转运的免疫球蛋白，在新生儿抗感染免疫中起重要作用。

## 合成
在人体中，IgG于出生后3个月开始合成，3～5岁接近成人水準。
IgG由浆细胞合成。骨髓造血干细胞最初分化为前B细胞，进一步发育成未成熟的B细胞，此时可在细胞表面表达IgM，此后相继表达IgD并继续发育。只有能表达IgM且不能识别自身抗原的未成熟B细胞才能继续发育成熟成为具有免疫功能的B细胞。成熟的B细胞经外周血迁出，进入脾脏、淋巴结。遇到抗原刺激的B细胞会分化增殖为浆母细胞，少部分分化为记忆B细胞，大部分分化增殖为浆细胞。根据产生抗体时是否需要Th细胞，可将B细胞分为B1和B2两个亚群，其中B2为T细胞依赖性细胞，这类细胞在受胸腺依赖性抗原刺激后发生免疫应答必须有Th协助，能发生再次应答。IgG即由B2分化成的浆细胞产生。

## 亚类
IgG有4个亚类，根据它们在血清中的含量，命名为IgG1、IgG2、IgG3、IgG4。
| 亚类                                                                        | 占全部IgG的比例 | 胎盘转运  | 激活补体 | 与吞噬细胞表面的Fc受体结合程度 | 半寿期 |
| --------------------------------------------------------------------------- | --------------- | --------- | -------- | ------------------------------ | ------ |
| IgG1                                                                        | 66%             | +（1.47） | ++       | 高度紧密                       | 21天   |
| IgG2                                                                        | 23%             | -（0.8）  | +        | 极不紧密                       | 21天   |
| IgG3                                                                        | 7%              | +（1.17） | +++      | 高度紧密                       | 7天    |
| IgG4                                                                        | 4%              | +（1.15） | -        | 中度紧密                       | 21天   |
| 表中+表示能，-表示不能；如果程度以+/-符号的数量表示，符号越多表示程度越强。 |                 |           |          |                                |        |

## 结构

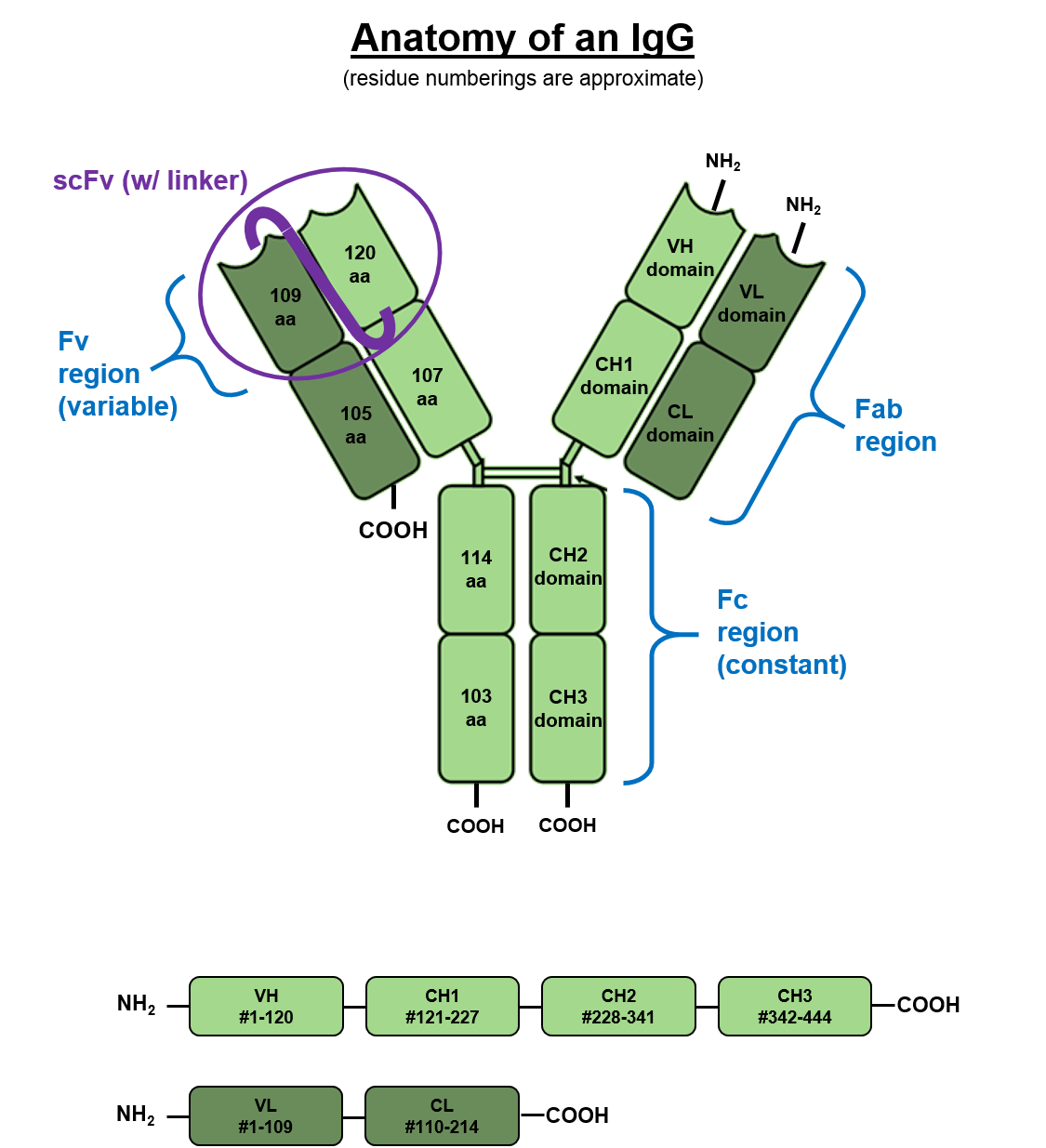
一个典型的IgG分子结构示意图

IgG是一种分子量约150kD的大分子，由4条肽链组成。重链为γ链，每条约50kD，两条相同；轻链每条约25kD，通常一个天然抗体分子上两条轻链的型别是相同的，但是同一个体内可存在分别带有λ和κ链的抗体分子。正常人体血清的所有免疫球蛋白中λ:κ约为1:2。两条重链在铰链区通过二硫键相连。
抗体的可变区（也称为V区，Fv区）有共6个互补决定区（CDR），它们共同组成抗体的抗原结合部位，决定抗体的特异性，负责识别和结合抗原。
抗体的恒定区（也称为C区，Fc区）相较可变区氨基酸组成和排列顺序比较恒定，因此同一类别抗体的免疫原性相同（即不同的IgG有相同的第二抗体）。IgG的恒定区有CH1、CH2、CH3三个结构域。

## 功能
- IgG是再次免疫应答的主要抗体，亲合力高，在机体内以高浓度遍布全身，是全身性体液免疫反应的主要效应分子之一。[1]
- 所有IgG亚类都能通过胎盘[3]，这是一种天然的被动免疫机制，在新生儿抗感染免疫中起重要作用[7]。但IgG2不像其他亚类那样容易穿过胎盘，因此新生儿的IgG2抗体水平较低。[8]胎盘母体一侧的滋养层细胞表达一种IgG输送蛋白，称之为新生Fc段受体（FcRn）。IgG可以选择性地与FcRn结合，从而转移到滋养层细胞内，并主动进入胎儿血液循环中。[1]同时，IgG也是初乳中含有的一种免疫球蛋白。[9]
- 有足够多的IgG分子（至少2个）以适当构型聚集在抗原表面时，[2]IgG1、IgG2、IgG3的CH2结构域能够通过经典途径（英语：Classical complement pathway）活化补体，并可与巨噬细胞、NK细胞表面的Fc受体结合，发挥调理作用（英语：Opsonization）、ADCC作用[10]等。IgG4本身难以激活补体，但是形成聚合物后可以通过旁路途径（英语：Alternative complement pathway）激活补体。[1]
- 哺乳动物的IgG，如人IgG1、IgG2、IgG4可通过其Fc段与葡萄球蛋白A结合，可借此纯化抗体，并用于免疫诊断。[1][2]
- 某些自身抗体，如抗甲状腺球蛋白抗体、抗核抗体属于IgG。[1]
- 引起II、III型超敏反应的抗体属于IgG。[1]
- IgG能够在特定抗原与亲细胞的IgE结合介导过敏反应之前将抗原拦截。因此，IgG能够阻止少量抗原诱发全身性的过敏反应，但是如果抗原量更大则不会阻止。[11]

## 临床应用
测量IgG水平可以诊断一些症状，临床上一般认为检测IgG水平可以反映机体对特定病原体的免疫状况。IgG检测不能用于过敏的诊断。此外，如上文所述，部分IgG可以通过其Fc段与葡萄球蛋白A结合，此现象可用于免疫诊断。

## 参閱
- 免疫球蛋白类型转换
- 抗原表位

## 外部連結
- Janeway Immunobiology – The structure of a typical antibody (IgG) （页面存档备份，存于）
- A booklet with everything you wanted to know about IgG subclasses （页面存档备份，存于）